# 괴뉠첼렌
《괴뉠첼렌》(튀르키예어: Gönülçelen)는 터키의 텔레비전 드라마이다.